# بخش مرکزی شهرستان گلوگاه
بخش مرکزی شهرستان گلوگاه از یکی از بخش‌های شهرستان گلوگاه واقع در استان مازندران است که شامل شهر گلوگاه و دو دهستان توسکاچشمه و آزادگان است.

## تقسیمات کشوری
- بخش مرکزی (گلوگاه)
  - دهستان توسکاچشمه
  - دهستان آزادگان
- شهر:گلوگاه

## جمعیت
بنابر سرشماری مرکز آمار ایران، جمعیت بخش مرکزی شهرستان گلوگاه در سال ۱۳۸۵ برابر با ۲۶۷۰۱ نفر بوده‌است.